# Кућа породице Рибар
Кућа породице Рибар се налази у Београду, у Француској улици 32, представља непокретно културно добро као  споменик културе.
Кућа је подигнута између 1920. и 1922. године на темељима старијег објекта чији је првобитни власник био Рудолф Пилц.
Др Иван Рибар је ову једноспратну породичну кућу, купио 1928. године и у њој са породицом живео и радио све до Другог светског рата.
У њој су расли синови, револуционари Иво Лола и млађи, Јурица. Овај податак забележен је у холу објекта, на спомен- плочи. После рата др Рибар је објекат поклонио Савезу омладине, а сада служи као простор за дневни боравак школске деце.